# GO! FIGHT! WIN! GO FOR DREAM!
「GO! FIGHT! WIN! GO FOR DREAM!」（ゴー ファイト ウィン・ゴー フォー ドリーム）は、NOW ON AIRの5枚目のシングル。2020年8月5日にランティス（バンダイナムコアーツ）から発売された。
作詞・結城アイラ、作曲および編曲・芳賀政哉。

## 解説
月刊ホビージャパン連載の読者参加企画『Cheer球部!』イメージソング。4thシングル「ゴンドラの唄」、6thシングル「Proud Days」との3枚連続リリース第2弾として同年3月に発表され、4月25日にMVが公開された。2種類のMVでは歌詞に若干の違いがある。
当初は6月の発売を予定していたが、新型コロナウイルス感染症に伴う影響で3曲いずれもリリースが延期となり、予定よりも2か月ほど遅れて8月5日に発売された。オリコンチャートの週間シングルランキング最高順位は103位（2020年8月17日付）。

## シングル収録内容
| 全作詞: 結城アイラ。 |                                              |            |            |      |
| #                    | タイトル                                     | 作詞       | 作曲・編曲 | 時間 |
| 1.                   | 「GO! FIGHT! WIN! GO FOR DREAM!」            | 結城アイラ | 芳賀政哉   | 4:20 |
| 2.                   | 「Cheering Songをキミに」                    | 結城アイラ | 高橋諒     | 4:13 |
| 3.                   | 「GO! FIGHT! WIN! GO FOR DREAM!」(Off vocal) | 結城アイラ |            | 4:19 |
| 4.                   | 「Cheering Songをキミに」(off vocal)         | 結城アイラ |            | 4:13 |
| 合計時間:            | 合計時間:                                    | 合計時間:  | 17:05      |      |